# Apeadeiro de Alvarães
O Apeadeiro de Alvarães é uma gare da Linha do Minho, que serve a localidade de Alvarães, no concelho de Viana do Castelo, em Portugal.

## Descrição

### Localização e acessos
Esta interface situa-se na localidade nominal, distando pouco mais de meio quilómetro do seu centro (cruzeiro).

### Infraestrutura
Como apeadeiro numa linha de via única, esta interface tem uma só plataforma, que tem 95 m de comprimento e 685 mm de altura em todo a sua extensão exceto numa secção de 15 m com 300 mm de altura. O edifício de passageiros situa-se do lado sul da via (lado esquerdo do sentido ascendente, para Monção).
Situa-se a noroeste do local deste interface,  a substação de tração de Vila Fria, de serviço simples e contratada à I.P., que assegura aqui a eletrificação da Linha do Minho entre as zonas neutras de Nine e o término do troço eletrificado, em Valença; complementarmente existe também, ao PK 73+874, a zona neutra da Vila Fria, que divide em duas partes, isolando-as, o referido troço da rede alimentado por esta subestação. (Estas instalações assim designadas por se situarem já na vizinha freguesia epónima, ao contrário de quase todas as restantes instalações de eletrificação ferroviária em Portugal, que tomam habitualmente o nome da interface mais próxima.)[carece de fontes?]

### Serviços
Em dados de 2023, esta interface é servida por comboios de passageiros da C.P. de tipo regional com oito circulações diárias em cada sentido entre Nine e Viana do Castelo ou Valença, e de tipo intercidades com duas circulações diárias num sentido (Campanhã-Valença e Campanhã - Figueira da Foz) e uma no outro (Valença-Campanhã).

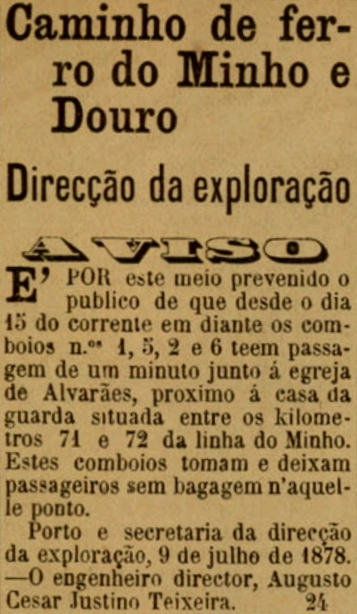
Aviso de 1878 sobre a paragem dos comboios em Alvarães.

## História
Este apeadeiro insere-se no troço da Linha do Minho entre as Estações de Darque e Barcelos, que entrou ao serviço no dia 24 de Fevereiro de 1878. Nesta altura a paragem dos comboios faziam-se junto à casa do guarda da passagem de nível contígua por não não existir ainda uma instalações próprias, que foram mais tarde edificadas.

Um despacho da Direcção-Geral de Caminhos de Ferro, publicado no Diário do Governo n.º 47, III Série, de 27 de Fevereiro de 1951, aprovou um projecto da Companhia dos Caminhos de Ferro Portugueses para várias modificações nos quadros de distâncias quilométricas de aplicação nas Linhas do Minho e Douro, incluindo a atribuição de distâncias próprias ao Apeadeiro de Alvarães.